# Руські Шої
Ру́ські Шо́ї (рос. Русские Шои, марій. Руш Шой) — село у складі Куженерського району Марій Ел, Росія. Адміністративний центр Русько-Шойського сільського поселення.

## Населення
Населення — 542 особи (2010; 601 у 2002).
Національний склад (станом на 2002 рік):
- марійці — 43 %
- марі — 30 %
- росіяни — 26 %